# Taxe sur les objets perdus
La taxe sur les objets perdus est une taxe française en vigueur entre 1926 et 1959.

## Historique
En région parisienne, Émile Massard propose au nom de la deuxième commission de la ville de créer un droit de garde de 4% sur les objets, argent et valeurs perdus et conservés par la préfecture de police de Paris. La préfecture percevait jusqu'à présent 2% sur les sommes et les valeurs et 5 francs par bijou. Ce nouveau taux rapporte 200 000 francs par an à la préfecture. Cette somme est destinée à améliorer le service du permis de conduire.
Un an plus tard, le parlement met en place une « taxe sur l'étourderie » similaire. La loi du 5 avril 1926 instaure de nouvelles mesures fiscales, dont une taxe sur les objets perdus ou trouvés. Les interrogations subsistent au sujet de la légalité de la taxe. La Presse titre quelques mois plus tard « La taxe sur les objets perdus est-elle légale ? »
L'article 73 de la loi n°59-1472 du 28 décembre 1959 portant réforme du contentieux fiscal et divers aménagements abroge la taxe codifiée à l'article 962 du code général des impôts.

## Caractéristiques

### Bénéficiaire
La taxe est perçue par l'administration assurant le service des objets trouvés. Le produit de la taxe est affecté au budget de l'état. Mais lors des débats parlementaires, il a été souligné que le produit de la taxe devait revenir aux communes.

### Redevables
La taxe est acquittée par le propriétaire de l'objet perdu ou par la personne retirant l'objet, à l'expiration des délais légaux.
La déclaration d'un objet perdu ou trouvé était soumise à une taxe de 5 francs si l'objet valait entre 100 et 1000 francs et 10 francs au-delà,.